# Ascensie dreaptă

Ascensia dreaptă și declinația

Ascensia dreaptă (simbol α, notată ad, AD (în română) sau RA (în engleză, pentru Right Ascension ) este una din coordonatele astronomice ecuatoriale. Reprezintă proiecția pe sfera cerească a meridianelor terestre. Astfel, așa cum pe Pământ longitudinea indică poziția pe direcția est-vest, tot așa ascensia dreaptă indică poziția unui obiect (stea etc.) pe aceeași direcție.